# Anisodontea elegans
Anisodontea elegans är en malvaväxtart som först beskrevs av Antonio José Cavanilles, och fick sitt nu gällande namn av D. M. Bates. Anisodontea elegans ingår i släktet rumsmalvor, och familjen malvaväxter. Inga underarter finns listade i Catalogue of Life.